# Stensjön (Bjurholms socken, Ångermanland, 710352-164103)
Stensjön är en sjö i Bjurholms kommun i Ångermanland och ingår i Lögdeälvens huvudavrinningsområde. Sjön har en area på 0,297 kvadratkilometer och ligger 256,2 meter över havet.

## Delavrinningsområde
Stensjön ingår i det delavrinningsområde (710411-164043) som SMHI kallar för Utloppet av Stensjön. Medelhöjden är 266 meter över havet och ytan är 1,24 kvadratkilometer. Det finns ett avrinningsområde uppströms, och räknas det in blir den ackumulerade arean 5,43 kvadratkilometer. Vattendraget som avvattnar avrinningsområdet har biflödesordning 3, vilket innebär att vattnet flödar genom totalt 3 vattendrag innan det når havet efter 91 kilometer. Avrinningsområdet består mestadels av skog (72 procent). Avrinningsområdet har 0,3 kvadratkilometer vattenytor vilket ger det en sjöprocent på 24,1 procent.